# Dudley Chase Denison

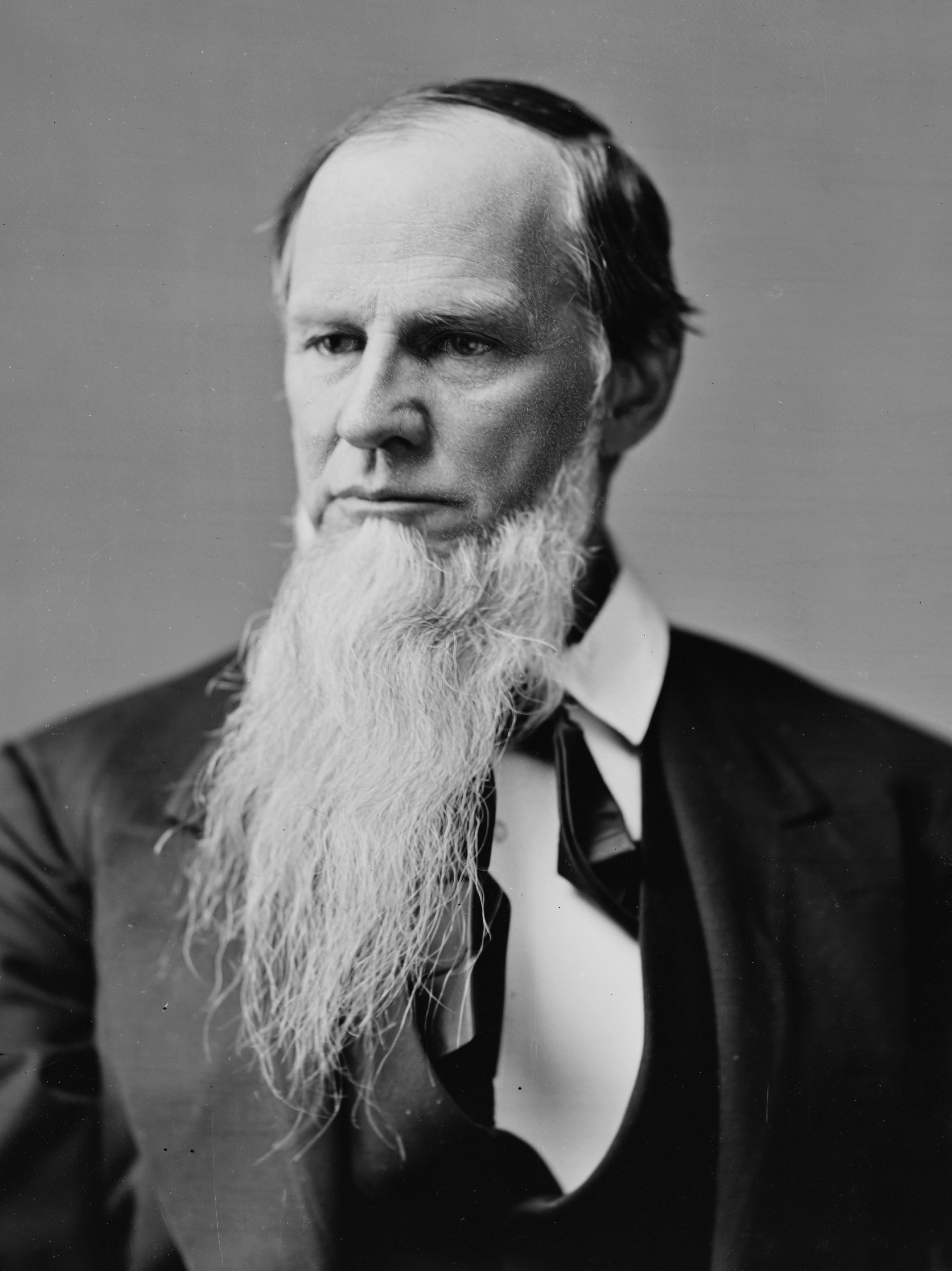
Dudley Chase Denison

Dudley Chase Denison (* 13. September 1819 in Royalton, Vermont; † 10. Februar 1905 ebenda) war ein US-amerikanischer Jurist und Politiker. Zwischen 1875 und 1879 vertrat er den zweiten Wahlbezirk des Bundesstaates Vermont im US-Repräsentantenhaus.

## Werdegang
Dudley Denison war ein Neffe von Dudley Chase (1771–1846), der zwischen 1813 und 1819 sowie von 1825 bis 1831 den Staat Vermont im US-Senat vertreten hatte. Salmon P. Chase (1808–1873), ein späterer US-Senator, Finanzminister und Oberster Bundesrichter, war ein Cousin von Dudley Denison.
Denison besuchte die Royalton Academy und studierte anschließend bis 1840 an der University of Vermont in Burlington. Nach einem anschließenden Jurastudium und seiner 1845 erfolgten Zulassung als Rechtsanwalt begann er in Royalton in diesem Beruf zu praktizieren. Von 1853 bis 1854 war er Mitglied im Senat von Vermont und zwischen 1858 und 1860 arbeitete er als Staatsanwalt. Danach war er zwischen 1861 und 1863 Abgeordneter im Repräsentantenhaus von Vermont. Anschließend wurde er Bundesstaatsanwalt für den Bezirk von Vermont. Dieses Amt bekleidete Denison zwischen 1865 und 1869.
Bei den Kongresswahlen des Jahres 1874 wurde er als Kandidat der unabhängigen Republikaner im zweiten Distrikt von Vermont in das US-Repräsentantenhaus in Washington gewählt. Dort trat er am 4. März 1875 die Nachfolge von Luke P. Poland an. Bei den Wahlen des Jahres 1876 wurde Denison als regulärer Kandidat der Republikanischen Partei in seinem Amt bestätigt. Damit konnte er bis zum 3. März 1879 zwei Legislaturperioden im Kongress absolvieren. Im Jahr 1878 verzichtete Denison auf eine weitere Kandidatur. In den folgenden Jahren arbeitete er wieder als Anwalt. Politisch hat er keine weiteren höheren Ämter mehr ausgeübt. Dudley Denison starb im Februar 1905 in seinem Geburtsort Royalton und wurde dort auch beigesetzt.